# Farbror Joakim
För seriefiguren, se Joakim von Anka.
Farbror Joakim var en 100-sidig serietidning med disneyserier, namngiven efter Joakim von Anka, som gavs ut mellan 1976 och 2001. Innehållet bestod till största delen av italienska serier av samma typ som finns i Kalle Ankas Pocket. 
Under perioden 1986 till 1998 varvades utgivningen av Farbror Joakim med andra titlar: Björnligan (varannan månad 1986-1993 och var tredje månad under 1994-1995), Musses Mysterier (var tredje månad 1994-1995) och Walt Disney's äventyrsserier (varannan månad under 1996-1998). Undantaget Musses mysterier var innehållet i dessa tidningar i princip det samma som i Farbror Joakim, och de facto är samtliga de fyra titlarna att se som innefattade i utgivningen av Farbror Joakim - bl.a. innefattades de i samma prenumeration, och varje tidning annonserades även i de andra titlarna. Undantaget året 1998 var de fysiska formaten dessutom identiska för de olika utgåvorna. 

## Historik
Vid mitten av 1970-talet hade andelen serier producerade i Italien sakta men säkert ökat i antal i Kalle Anka & C:o, något som inte var helt utan nackdelar - merparten av de italienska serierna var dels längre och dels avsedda för ett annat format än de övriga serierna i Kalle Anka & C:o, och möjligen som en följd av detta lanserades i september 1976 en ny tidning: månadstidningen Joakim, som 1979 ändrade namn till Farbror Joakim. Innehållet bestod således redan från början huvudsakligen av serier hämtade från Italien, men även serier från USA, Danmark och - i betydligt mindre utsträckning - Brasilien förekom. Med tiden kom dock det amerikanska materialet att helt försvinna.
Undantaget förändringen i titlar åren 1996-1998 och ett större format från och med nummer 6/1997 genomgick Farbror Joakim inga märkbara förändringar innan den lades ned efter nummer 11/2001.

## Sidotitlarna

### Björnligan
Av någon anledning beslutade man 1986 att delvis låta Farbror Joakim-titeln stå tillbaka för en ny titel: Björnligan, som kom ut varannan månad. Innehållsmässigt så skilde sig inte den nya titeln från Farbror Joakim - innehållet bestod som tidigare huvudsakligen utan serier med dels Kalle Anka eller Joakim von Anka i huvudrollerna och serier med Musse Pigg. Under de första åren förekom dock Björnligan i varje utgåva av Björnligan (något som dock inte heller var ovanligt i Farbror Joakim) men nummer 6/1988 blev det första numret av tidningen som bar deras namn som de inte förekom annat än på omslaget. Under de följande åren fortsatte detta att förekomma.
1994 fick både Björnligan och Farbror Joakim mindre utrymme då den tredje titeln, Musses Mysterier, lanserades, och påföljande år blev tidningens sista.

### Musses Mysterier
Musses Mysterier lanserades 1994 och skilde sig till innehållet från sina två systertitlar. Här mötte läsaren Musse Pigg i en roll som de var vana vid: detektiv. Men i Musses Mysterier var han dock betydligt mer hårdkokt än vad som tidigare varit vanligt. Serierna föreföll snarare vara inspirerade av skönlitterära författare som Raymond Chandler och Dashiell Hammett, än andra disneyserier, och skurkarna var mer våldsbenägna och mer mordiska än tidigare. Större delen av vännerna kring Musse ströks - kvar fanns endast Musses kontakt vid Ankeborgs-polisen, Kommissarie Karlsson och hans flickvän Mimmi. Bland Musses många fiender blev bara Spökplumpen kvar.
Samtliga Musses Mysterier-avsnitt var producerade av den danska seriestaben - således blev Musses Mysterier den första svenska disneypublikationen i pocketformat som inte baserades på den italienska produktionen.
Musses Mysterier lades dock - precis som Björnligan - ned redan vid årsskiftet 1995/1996, efter endast 8 nummer. De motsvarande danska, norska och tyska utgåvorna av tidningen (Mickey Mysterier, Mikke Krim respektive  Ein Fall für Micky) fortsatte dock utgivningen till dess att 26 100-sidiga tidningar kommit ut. I Sverige kom enstaka episoder att publiceras i andra disneytidningar under de nästföljande åren.

### Walt Disney's äventyrsserier
Walt Disney's äventyrsserier ersatte Björnligan och Musses Mysterier 1996. Precis som Björnligan skilde sig dock inte Walt Disney's äventyrsserier märkbart från Farbror Joakim och 1999 försvann titeln från marknaden, och Farbror Joakim återgick nu till att ges ut varje månad.

## Utgivning
- 1976: 4 nummer av Joakim
- 1977: 12 nummer av Joakim
- 1978: 12 nummer av Joakim
- 1979: 12 nummer av Farbror Joakim
- 1980: 12 nummer av Farbror Joakim
- 1981: 12 nummer av Farbror Joakim
- 1982: 12 nummer av Farbror Joakim
- 1983: 12 nummer av Farbror Joakim
- 1984: 12 nummer av Farbror Joakim
- 1985: 12 nummer av Farbror Joakim
- 1986: 9 nummer av Farbror Joakim, 3 nummer av Björnligan
- 1987: 6 nummer av Farbror Joakim, 6 nummer av Björnligan
- 1988: 6 nummer av Farbror Joakim, 6 nummer av Björnligan
- 1989: 6 nummer av Farbror Joakim, 6 nummer av Björnligan
- 1990: 6 nummer av Farbror Joakim, 6 nummer av Björnligan
- 1991: 6 nummer av Farbror Joakim, 6 nummer av Björnligan
- 1992: 6 nummer av Farbror Joakim, 6 nummer av Björnligan
- 1993: 6 nummer av Farbror Joakim, 6 nummer av Björnligan
- 1994: 4 nummer av Farbror Joakim, 4 nummer av Björnligan och 4 nummer av Musses Mysterier
- 1995: 4 nummer av Farbror Joakim, 4 nummer av Björnligan och 4 nummer av Musses Mysterier
- 1996: 6 nummer av Farbror Joakim, 6 nummer av Walt Disney's äventyrsserier
- 1997: 6 nummer av Farbror Joakim, 6 nummer av Walt Disney's äventyrsserier
- 1998: 6 nummer av Farbror Joakim, 6 nummer av Walt Disney's äventyrsserier
- 1999: 12 nummer av Farbror Joakim
- 2000: 12 nummer av Farbror Joakim
- 2001: 11 nummer av Farbror Joakim

Totalt 303 nummer, varav 224 (Farbror) Joakim, 53 Björnligan, 8 Musses Mysterier och 18 Walt Disney's äventyrsserier.